# Україна на зимових Дефлімпійських іграх 2019

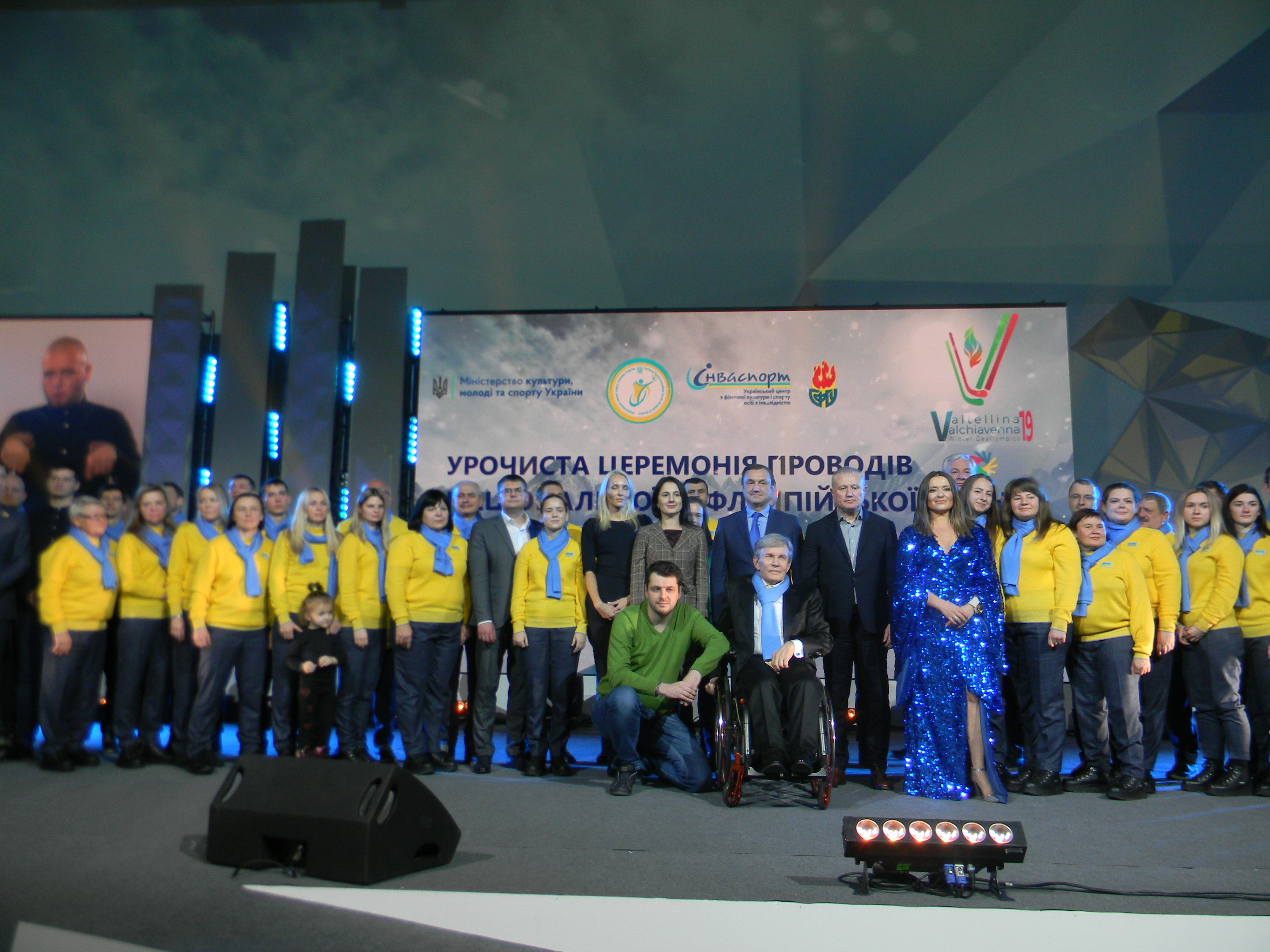
Урочиста подія на честь від'їзду української дефлімпійської збірної на Дефлімпійські ігри 2019 до Італії

Україна на зимових Дефлімпійських іграх 2019, що пройшли з 12 по 21 грудня 2019 року в Італії у провінції провінція Сондріо у трьох містах Мадезимо, К'явенна та Санта-Катерина-Вальфурва разом із тренерським складом та штабом була найбільшою за всю зимову дефлімпійську історію України — 34 спортсмени з 12 регіонів України. Дефлімпійці України вперше у цих Іграх брали участь у 5 видах спорту: керлінг, лижні перегони та гірськолижний спорт, а також дебютували у сноубординзі та шахах.
У підсумку спортсменами національної збірної команди України було завойовано 4 золоті, 4 срібні та 3 бронзові медалі. 3 місце за кількістю золота та 2-е за загальною кількістю медалей.

## Нагороди
Нагороди українських спортсменів.
| Тетяна Бакланова  |
| Наталія Мироненко |
| Світлана Гончар   |
| Альона Осипова    |
| Аліна Лянгузова   |
| Інга Руденко      |

| Анастасія Лаврик |
| Володимир Пишняк |

| Тетяна Бакланова  |
| Наталія Мироненко |
| Світлана Гончар   |
| Альона Осипова    |
| Аліна Лянгузова   |
| Інга Руденко      |

| Анастасія Лаврик |
| Володимир Пишняк |

| Спортсмен           | Медаль | Вид спорту     | Дисципліна                              |
| ------------------- | ------ | -------------- | --------------------------------------- |
| Дмитро Мажаєв       | Золото | Лижні перегони | 10 км вільним стилем (чоловіки)         |
| Дмитро Мажаєв       | Золото | Лижні перегони | 5 км, індивідуальна (чоловіки)          |
| Дмитро Мажаєв       | Золото | Лижні перегони | 6,6 км, гонка переслідування (чоловіки) |
| Тетяна Бакланова    | Золото | Шахи           | Командні змагання (жінки)               |
| Тетяна Бакланова    | Срібло | Шахи           | Бліц (жінки)                            |
| Єлізавета Нопрієнко | Бронза | Лижні перегони | 5 км вільним стилем (жінки)             |
| Єлізавета Нопрієнко | Бронза | Лижні перегони | 3,3 км, гонка переслідування (чоловіки) |

| Медалі за видами спорту | Медалі за видами спорту | Медалі за видами спорту | Медалі за видами спорту | Медалі за видами спорту |
| ----------------------- | ----------------------- | ----------------------- | ----------------------- | ----------------------- |
| Спорт                   | 1                       | 2                       | 3                       | Всього                  |
| Лижні перегони          | 3                       | 3                       | 3                       | 8                       |
| Шахи                    | 1                       | 1                       | 0                       | 2                       |
| Всього                  | 4                       | 4                       | 3                       | 11                      |

| Медалі по днях | Медалі по днях | Медалі по днях | Медалі по днях | Медалі по днях | Медалі по днях | Медалі по днях |
| -------------- | -------------- | -------------- | -------------- | -------------- | -------------- | -------------- |
| День           | Дата           |                |                |                | Всього         |                |
| 1              | 12 грудня      | 0              | 0              | 0              | 0              |                |
| 2              | 13 грудня      | 1              | 1              | 1              | 3              |                |
| 3              | 14 грудня      | 0              | 1              | 0              | 1              |                |
| 4              | 15 грудня      | 0              | 0              | 0              | 0              |                |
| 5              | 16 грудня      | 1              | 1              | 0              | 2              |                |
| 6              | 17 грудня      | 1              | 0              | 2              | 3              |                |
| 7              | 18 грудня      | 0              | 1              | 0              | 1              |                |
| 8              | 19 грудня      | 0              | 0              | 0              | 0              |                |
| 9              | 20 грудня      | 1              | 0              | 0              | 1              |                |
| 10             | 21 грудня      | 0              | 0              | 0              | 0              |                |

| Медалі за статтю | Медалі за статтю | Медалі за статтю | Медалі за статтю | Медалі за статтю | Медалі за статтю |
| ---------------- | ---------------- | ---------------- | ---------------- | ---------------- | ---------------- |
| Стать            | 1                | 2                | 3                | Всього           | Відсоток         |
| Чоловіки         | 3                | 2                | 1                | 6                | 54,55 %          |
| Жінки‎            | 1                | 1                | 2                | 4                | 36,36 %          |
| Змішані          | 0                | 1                | 0                | 1                | 9,09 %           |
| Всього           | 1                | 2                | 1                | 4                | 100 %            |

## Змагання

### Гірськолижний спорт
Україна вперше взяла участь у цьому виді спорту на минулій Дефлімпіаді-2015. Цьогоріч національна збірна команда була представлена 2 спортсменами. Це — Михайло Куртанич та Ерік Годас — обидва представники Закарпатської області та у минулому — фіналісти Всеукраїнської спартакіади серед дітей з інвалідністю «Повір у себе». Гірськолижники — наймолодша команда української збірної — хлопцям 17 та 19 років. Вони змагалися у двох дисциплінах — слалом та гігантський слалом.
Результати виступів:
| Спортсмен        | Дисципліна        | Заїзд 1      | Заїзд 2      | Разом        | Місце        |
| ---------------- | ----------------- | ------------ | ------------ | ------------ | ------------ |
| Ерік Годас       | Гігнтський слалом | Не фінішував | Не фінішував | Не фінішував | Не фінішував |
| Ерік Годас       | Слалом            | 58,66        | 56,50        | 1'55,16      | 24           |
| Михайло Куртанич | Гігнтський слалом | 1'14,78      | 1'23,64      | 2'38,42      | 24           |
| Михайло Куртанич | Слалом            | 56,40        | 55,95        | 1'52,35      | 22           |

### Керлінг
Україну у цьому виді спорту представляли 5 чоловіків та 5 жінок. Команда на 80 відсотків оновлена, лише кілька спортсменів залишились від попереднього складу, що вперше виступав на Дефлімпіаді-2015. Змагання розпочались 11 грудня за день до офіційної церемонії відкриття Ігор.
Змагання і в жіночому і в чоловічому турнірі проводились у два етапи: груповий та плей-оф. На груповому етапі команди проводили одноколовий турнір, за результатами якого чотири найкращих команди виходило у плей-оф. При рівності кількості перемог у двох команд зважає результат особової зустрічі між ними; при рівності кількості перемог у понад, ніж двох команд ранжирування було за результатом матчів між цими командами, при рівності цього параметра — за тестовими кидками (англ. Draw Shot Challenge, DSC, у сантиметрах, вище стає команда з меншим значенням).
Другий етап, плей-офф проводить за олімпійською системою: команди, що посіли перші чотири місця у групі, розіграли між собою медалі.

#### Чоловіки
За результатом ігор чоловіча збірна України посіла 7-е загальнокомандне місце.
Турнірне становище після групового раунду
| Місце | Команда        | Очки | D.M.1 | D.M.2 | DSC   |
| ----- | -------------- | ---- | ----- | ----- | ----- |
| 1     | Китай          | 22   | 0     | 0     | 97,2  |
| 2     | Росія          | 18   | 0     | 0     | 87,2  |
| 3     | Фінляндія      | 16   | 0     | 0     | 106,5 |
| 4     | Польща         | 12   | 2     | 1     | 97,4  |
| 5     | Південна Корея | 12   | 2     | 0     | 98,3  |
| 6     | Угорщина       | 12   | 1     | 1     | 79,9  |
| 7     | Україна        | 12   | 1     | 0     | 95,4  |
| 8     | США            | 10   | 1     | 0     | 98,0  |
| 9     | Канада         | 10   | 0     | 0     | 105,2 |
| 10    | Японія         | 4    | 1     | 0     | 108,7 |
| 11    | Швейцарія      | 4    | 0     | 0     | 118,6 |
| 12    | Італія         | 0    | 0     | 0     | 163,0 |

Ігри чоловічої збірної України
11 грудня, 10:00
| Майданчик D | 1 | 2 | 3 | 4 | 5 | 6 | 7 | 8 | 9 | 10 | Загалом |
| Україна     | 2 | 3 | 1 | 2 | 5 | 2 | 1 | X | X | X  | 16      |
| Італія      | 0 | 0 | 0 | 0 | 0 | 0 | 0 | X | X | X  | 0       |

12 грудня, 10:00
| Майданчик E | 1 | 2 | 3 | 4 | 5 | 6 | 7 | 8 | 9 | 10 | Загалом |
| США         | 0 | 0 | 0 | 0 | 0 | 0 | 2 | X | X | X  | 2       |
| Україна     | 2 | 2 | 0 | 3 | 1 | 3 | 0 | X | X | X  | 11      |

13 грудня, 10:00
| Майданчик D | 1 | 2 | 3 | 4 | 5 | 6 | 7 | 8 | 9 | 10 | Загалом |
| Швейцарія   | 0 | 0 | 1 | 0 | 1 | 0 | 0 | 1 | X | X  | 3       |
| Україна     | 1 | 2 | 0 | 3 | 0 | 2 | 1 | 0 | X | X  | 9       |

13 грудня, 20:00
| Майданчик B | 1 | 2 | 3 | 4 | 5 | 6 | 7 | 8 | 9 | 10 | 11 | Загалом |
| Росія       | 0 | 0 | 2 | 0 | 1 | 0 | 0 | 2 | 0 | 1  | 2  | 8       |
| Україна     | 0 | 2 | 0 | 1 | 0 | 1 | 0 | 0 | 2 | 0  | 0  | 6       |

14 грудня, 10:30
| Майданчик A | 1 | 2 | 3 | 4 | 5 | 6 | 7 | 8 | 9 | 10 | Загалом |
| Польща      | 1 | 1 | 0 | 1 | 0 | 0 | 0 | X | X | X  | 4       |
| Україна     | 0 | 0 | 1 | 0 | 3 | 2 | 3 | X | X | X  | 9       |

14 грудня, 20:20
| Майданчик C | 1 | 2 | 3 | 4 | 5 | 6 | 7 | 8 | 9 | 10 | Загалом |
| Фінляндія   | 2 | 2 | 0 | 2 | 0 | 2 | 1 | 0 | X | X  | 9       |
| Україна     | 0 | 0 | 2 | 0 | 1 | 0 | 0 | 1 | X | X  | 4       |

15 грудня, 20:00
| Майданчик C | 1 | 2 | 3 | 4 | 5 | 6 | 7 | 8 | 9 | 10 | Загалом |
| Україна     | 0 | 1 | 1 | 0 | 3 | 0 | 0 | 3 | 0 | X  | 8       |
| Японія      | 0 | 0 | 0 | 0 | 0 | 1 | 1 | 0 | 2 | X  | 4       |

16 грудня, 10:00
| Майданчик A | 1 | 2 | 3 | 4 | 5 | 6 | 7 | 8 | 9 | 10 | Загалом |
| Україна     | 0 | 0 | 0 | 1 | 0 | 1 | X | X | X | X  | 2       |
| КНР         | 0 | 2 | 3 | 0 | 2 | 0 | X | X | X | X  | 7       |

16 грудня, 20:00
| Майданчик E | 1 | 2 | 3 | 4 | 5 | 6 | 7 | 8 | 9 | 10 | Загалом |
| Україна     | 1 | 0 | 2 | 3 | 0 | 1 | 1 | 1 | X | X  | 9       |
| Канада      | 0 | 0 | 0 | 0 | 2 | 0 | 0 | 0 | X | X  | 2       |

17 грудня, 10:00
| Майданчик E | 1 | 2 | 3 | 4 | 5 | 6 | 7 | 8 | 9 | 10 | Загалом |
| Україна     | 0 | 0 | 0 | 1 | 1 | 0 | 2 | 0 | 0 | 0  | 4       |
| Угорщина    | 1 | 0 | 1 | 0 | 0 | 0 | 0 | 1 | 1 | 2  | 6       |

18 грудня, 11:00
| Майданчик D    | 1 | 2 | 3 | 4 | 5 | 6 | 7 | 8 | 9 | 10 | 11 | 12 | Всього |
| Україна        | 0 | 1 | 0 | 1 | 1 | 1 | 2 | 0 | 1 | 0  | 0  | 0  | 7      |
| Південна Корея | 1 | 0 | 1 | 0 | 0 | 0 | 0 | 2 | 0 | 3  | 0  | 1  | 8      |

#### Жінки
За результатом ігор жіноча збірна України посіла 7-е загальнокомандне місце. Після ігор у групі команди, що посіли перші чотири місця, розіграли між собою медалі за олімпійською системою.
Турнірне становище після групового раунду
| Місце | Команда        | Очки | D.M.1 | D.M.2 | DSC   |
| ----- | -------------- | ---- | ----- | ----- | ----- |
| 1     | Китай          | 10   | 0     | 0     | 54,9  |
| 2     | Південна Корея | 8    | 0     | 0     | 124,3 |
| 3     | Росія          | 6    | 2     | 0     | 110,5 |
| 4     | Хорватія       | 6    | 1     | 0     | 118,1 |
| 5     | Канада         | 6    | 0     | 0     | 61,8  |
| 6     | Угорщина       | 4    | 0     | 0     | 73,9  |
| 7     | Україна        | 2    | 0     | 0     | 99,1  |

Ігри жіночої збірної України
11 грудня, 15:00
| Майданчик C | 1 | 2 | 3 | 4 | 5 | 6 | 7 | 8 | 9 | 10 | Загалом |
| КНР         | 2 | 0 | 0 | 2 | 2 | 0 | 0 | 3 | 1 | X  | 10      |
| Україна     | 0 | 0 | 2 | 0 | 0 | 2 | 2 | 0 | 0 | X  | 6       |

13 грудня, 15:00
| Майданчик B | 1 | 2 | 3 | 4 | 5 | 6 | 7 | 8 | 9 | 10 | Загалом |
| Угорщина    | 3 | 1 | 0 | 0 | 1 | 0 | 0 | 3 | 1 | X  | 9       |
| Україна     | 0 | 0 | 1 | 1 | 0 | 0 | 1 | 0 | 0 | X  | 3       |

14 грудня, 15:00
| Майданчик D | 1 | 2 | 3 | 4 | 5 | 6 | 7 | 8 | 9 | 10 | Загалом |
| Україна     | 0 | 2 | 0 | 0 | 0 | 0 | 0 | 0 | X | X  | 2       |
| Хорватія    | 0 | 0 | 2 | 2 | 1 | 1 | 4 | 1 | X | X  | 11      |

15 грудня, 15:00
| Майданчик C | 1 | 2 | 3 | 4 | 5 | 6 | 7 | 8 | 9 | 10 | Загалом |
| Україна     | 1 | 0 | 2 | 0 | 1 | 0 | 1 | 0 | 1 | 0  | 6       |
| Росія       | 0 | 0 | 0 | 1 | 0 | 1 | 0 | 1 | 0 | 2  | 5       |

16 грудня, 15:00
| Майданчик B    | 1 | 2 | 3 | 4 | 5 | 6 | 7 | 8 | 9 | 10 | Загалом |
| Україна        | 2 | 0 | 1 | 1 | 1 | 0 | 0 | 0 | 0 | 0  | 5       |
| Південна Корея | 0 | 2 | 0 | 0 | 0 | 2 | 1 | 1 | 1 | 1  | 8       |

17 грудня, 15:00
| Майданчик D | 1 | 2 | 3 | 4 | 5 | 6 | 7 | 8 | 9 | 10 | Загалом |
| Канада      | 0 | 2 | 0 | 6 | 1 | 0 | 0 | 0 | 2 | X  | 11      |
| Україна     | 3 | 0 | 1 | 0 | 0 | 1 | 1 | 0 | 0 | X  | 6       |

### Лижні перегони
Ці Ігри — 5-ті для дефлімпійців-лижників, які виступали цього року у складі 9 спортсменів з 5 регіонів країни (Тернопільська, Львівська, Сумська, Київська області та м. Київ). Серед дебютантів 2 спортсмени: Руслан Денисенко (18 років), Дмитро Мажаєв (23 роки). Наймолодший спортсмен команди лижних перегонів — Руслан Денисенко. А загалом, середній вік команди з лижних перегонів — 26 років.
Результати у лижних перегонах:

#### Чоловіки
До фінального забігу у класичному спринті серед чоловіків потрапили двоє росіян та два українці. Серед них — Павло Мандзюк та Андрій Андріїшин. Саме він був безумовним фаворитом та показував найкращий час у чверть- та півфіналах. Проте в останній гонці, переслідуючи росіянина, у техніці бігу по трасі Андріїшин припустився помилки, яка коштувала йому та команді золотої нагороди. У результаті судді дискваліфікували перший час Андріїшина і після змін у фінішному протоколі Павло Мандзюк став срібним призером.
| Спортсмен          | Дисципліна             | Чвертьфінал | Півфінал  | Фінал      | Місце   |
| Спортсмен          | Дисципліна             | Результат   | Результат | Результат  | Місце   |
| ------------------ | ---------------------- | ----------- | --------- | ---------- | ------- |
| Андрій Андріїшин   | Класичний спринт       | Q           | Q         | SQUALIF    | SQUALIF |
| Андрій Андріїшин   | 5 км, індивідуальна    | Н/Д         | Н/Д       | 13'24.1    | 2       |
| Андрій Андріїшин   | 6,6 км, переслідування | Н/Д         | Н/Д       | 39'56.9    | 4       |
| Ярослав Гульоватий | Класичний спринт       | Q           | 2'40.80   | Не пройшов | 7       |
| Ярослав Гульоватий | 10 км вільним стилем   | Н/Д         | Н/Д       | 28'32.1    | 4       |
| Руслан Денисенко   | Класичний спринт       | Q           | 2'51.80   | Не пройшов | 6       |
| Руслан Денисенко   | 5 км, індивідуальна    | Н/Д         | Н/Д       | 14'14.8    | 7       |
| Руслан Денисенко   | 6,6 км, переслідування | Н/Д         | Н/Д       | 39'56.8    | 3       |
| Дмитро Мажаєв      | 5 км, індивідуальна    | Н/Д         | Н/Д       | 13'24.0    | 1       |
| Дмитро Мажаєв      | 6,6 км, переслідування | Н/Д         | Н/Д       | 39'10.8    | 1       |
| Дмитро Мажаєв      | 10 км вільним стилем   | Н/Д         | Н/Д       | 26'37.9    | 1       |
| Павло Мандзюк      | Класичний спринт       | Q           | Q         | 2'44.50    | 2       |
| Павло Мандзюк      | 5 км, індивідуальна    | Н/Д         | Н/Д       | 15'38.4    | 8       |
| Павло Мандзюк      | 10 км вільним стилем   | Н/Д         | Н/Д       | 29'03.9    | 7       |
| Володимир Пишняк   | 10 км вільним стилем   | Н/Д         | Н/Д       | 29'11.7    | 8       |

#### Жінки
| Спортсмен           | Дисципліна             | Чвертьфінал | Півфінал  | Фінал      | Місце |
| Спортсмен           | Дисципліна             | Результат   | Результат | Результат  | Місце |
| ------------------- | ---------------------- | ----------- | --------- | ---------- | ----- |
| Анастасія Лаврик    | Класичний спринт       | Q           | Q         | 3'26.60    | 4     |
| Анастасія Лаврик    | 3 км, індивідуальна    | Н/Д         | Н/Д       | 9'54.4     | 8     |
| Анастасія Лаврик    | 3,3 км, переслідування | Н/Д         | Н/Д       | 27'16.2    | 6     |
| Анастасія Лаврик    | 5 км вільним стилем    | Н/Д         | Н/Д       | 16'52.6    | 5     |
| Єлізавета Нопрієнко | Класичний спринт       | Q           | 3'31.70   | Не пройшла | 6     |
| Єлізавета Нопрієнко | 3 км, індивідуальна    | Н/Д         | Н/Д       | 9'25.9     | 4     |
| Єлізавета Нопрієнко | 3,3 км, переслідування | Н/Д         | Н/Д       | 26'02.0    | 3     |
| Єлізавета Нопрієнко | 5 км вільним стилем    | Н/Д         | Н/Д       | 15'47.4    | 3     |
| Аліса Пишняк        | Класичний спринт       | Q           | 3'26.80   | Не пройшла | 5     |
| Аліса Пишняк        | 3 км, індивідуальна    | Н/Д         | Н/Д       | 9'40.8     | 7     |
| Аліса Пишняк        | 3,3 км, переслідування | Н/Д         | Н/Д       | 26'42.5    | 5     |
| Аліса Пишняк        | 5 км вільним стилем    | Н/Д         | Н/Д       | 17'25.9    | 7     |

#### Змішані
| Спортсмен                         | Дисципліна                      | Фінал     | Фінал |
| Спортсмен                         | Дисципліна                      | Результат | Місце |
| --------------------------------- | ------------------------------- | --------- | ----- |
| Анастасія Лаврик Володимир Пишняк | Командний спринт вільним стилем | 17'21.0   | 2     |

### Сноубординг
Національна команда України взяла участь на Дефлімпіаді-2019 у сноубордингу вперше. Збірна була представлена двома спортсменами у двох видах програми — паралельний гігантський слалом та паралельний слалом. Представляли Україну Олександр Люханов (32 роки) та Мар'яна Люханова (29 років).
Чоловіки
Результати виступів:
| Спортсмен         | Дисципліна                     | 1/16    | 1/16    | 1/16          | Чвертьфінал | Чвертьфінал | Чвертьфінал   | Фінал      | Фінал      | Фінал         | Місце |
| Спортсмен         | Дисципліна                     | Заїзд 1 | Заїзд 2 | Загальний час | Заїзд 1     | Заїзд 2     | Загальний час | Заїзд 1    | Заїзд 2    | Загальний час | Місце |
| ----------------- | ------------------------------ | ------- | ------- | ------------- | ----------- | ----------- | ------------- | ---------- | ---------- | ------------- | ----- |
| Олександр Люханов | Паралельний слалом             | 45,53   | 45,33   | 1'30.86       | Не пройшов  | Не пройшов  | Не пройшов    | Не пройшов | Не пройшов | Не пройшов    | 11    |
| Олександр Люханов | Паралельний гігантський слалом | 45,07   | 52,09   | 1'37,16       | Не пройшов  | Не пройшов  | Не пройшов    | Не пройшов | Не пройшов | Не пройшов    | 12    |

Жінки
Паралельний слалом
| Спортсмен        | Дисципліна                     | 1/16    | 1/16    | 1/16          | Чвертьфінал | Чвертьфінал | Чвертьфінал   | Фінал      | Фінал      | Фінал         | Місце |
| Спортсмен        | Дисципліна                     | Заїзд 1 | Заїзд 2 | Загальний час | Заїзд 1     | Заїзд 2     | Загальний час | Заїзд 1    | Заїзд 2    | Загальний час | Місце |
| ---------------- | ------------------------------ | ------- | ------- | ------------- | ----------- | ----------- | ------------- | ---------- | ---------- | ------------- | ----- |
| Мар'яна Люханова | Паралельний слалом             | 57,34   | 56,89   | 1'54,23       | Не пройшла  | Не пройшла  | Не пройшла    | Не пройшла | Не пройшла | Не пройшла    | 9     |
| Мар'яна Люханова | Паралельний гігантський слалом | 58,11   | 57,12   | 1'55,23       | Не пройшла  | Не пройшла  | Не пройшла    | Не пройшла | Не пройшла | Не пройшла    | 12    |

### Шахи
Шахи — дебют Дефлімпіади-2019. Шахова дефлімпійська збірна — це 11 спортсменів — 6 жінок та 5 чоловіків. Середній вік команди — 39 років.
У команді — найстарший спортсмен усієї національної дефдлімпійської збірної — Олексій Мусієнко (63 роки). Наймолодша учасниця у шахах — Аліна Лянгузова (20 років) — у минулому фіналістка Всеукраїнської спартакіади серед дітей з інвалідністю «Повір у себе».
На чемпіонаті Європи, який проходив влітку у Львові, українські шахістки завоювали весь подіум. Золото виборола Наталя Мироненко, срібло — у Тетяни Бакланової, бронза — у Альони Осипової. Тетяна Бакланова має звання міжнародного майстра з шахів. Наталя Мироненко та Світлана Гончар — кандидати в майстри FIDE — Міжнародної федерації шахів.
На XIX Дефлімпійських іграх спортсмени змагатимуться у класичних шахах, а також у бліц партіях по 10 хвилин.

#### Чоловіки

##### Бліц
Бліц
| Спортсмен            | Результат | Місце |
| -------------------- | --------- | ----- |
| Володимир Заболотний | 6.0       | 14    |
| Володимир Коваленко  | 6.0       | 17    |
| Олексій Філіппських  | 6.0       | 18    |

##### Командні змагання
Командний залік:
| Місце | Команда              | Ігри | + | = | - | Бали | Очки |
| ----- | -------------------- | ---- | - | - | - | ---- | ---- |
| 1     | Казахстан            | 9    | 4 | 5 | 0 | 13   | 22   |
| 2     | Німеччина            | 9    | 5 | 3 | 1 | 13   | 22   |
| 3     | Хорватія             | 9    | 5 | 3 | 1 | 13   | 21   |
| 4     | Польща               | 9    | 4 | 4 | 1 | 12   | 19,5 |
| 5     | Болгарія             | 8    | 3 | 3 | 2 | 10   | 19,5 |
| 6     | Узбекистан           | 9    | 3 | 4 | 2 | 10   | 19   |
| 7     | Італія               | 8    | 4 | 0 | 4 | 9    | 20,5 |
| 8     | Україна              | 8    | 3 | 2 | 3 | 9    | 19   |
| 9     | Білорусь             | 8    | 3 | 5 | 3 | 9    | 19   |
| 10    | Росія                | 9    | 2 | 5 | 2 | 9    | 18   |
| 11    | Монголія             | 8    | 4 | 0 | 4 | 9    | 17,5 |
| 12    | Боснія і Герцеговина | 8    | 2 | 3 | 3 | 8    | 18   |
| 13    | Індія                | 8    | 1 | 3 | 4 | 6    | 17,5 |
| 14    | США                  | 8    | 1 | 1 | 6 | 4    | 14,5 |
| 15    | Бразилія             | 8    | 0 | 0 | 8 | 1    | 3    |

У дев'ятому турі команда України не грала. Було зараховано чотири перемоги та два залікові очки проти умовного супротивника як і всім іншим командам.
Особистий залік:
| Шахів- ниця | Шахіст               | Рейтинг | Очки | Ігри | + | = | - | Бол (1)  | Узб (2)  | Мон (3)  | Біл (2½) | Рос (2)  | Хор (1½) | Пол (1)  | Бра (4) | BYE (4) |
| ----------- | -------------------- | ------- | ---- | ---- | - | - | - | -------- | -------- | -------- | -------- | -------- | -------- | -------- | ------- | ------- |
| 1           | Володимир Заболотний | 1986    | 2,5  | 5    | 1 | 3 | 3 | 0 Ч 0    | 0 Б ½    | 2024 Ч ½ | 1556 Б ½ | 2028 Ч 0 | -        | 2216 Б 0 | 0 Ч 1   | 0 Б 1   |
| 2           | Олексій Мусієнко     | 1811    | 1    | 3    | 1 | 0 | 2 | 2369 Ч 0 | -        | -        | -        | -        | 2356 Ч 0 | -        | 0 Ч 1   | 0 Б 1   |
| 3           | Володимир Коваленко  | 2088    | 2,5  | 7    | 0 | 5 | 2 | 2011 Ч ½ | 2053 Б 0 | 1897 Ч ½ | 1959 Б ½ | 1982 Ч ½ | 2030 Ч ½ | 2011 Б 0 | -       | 0 Б 1   |
| 4           | Тарас Овчаров        | 2000    | 5,5  | 8    | 4 | 3 | 1 | 0 Ч ½    | 1742 Б 1 | 0 Ч 1    | 1755 Б ½ | 2212 Ч ½ | 2183 Ч 1 | 1970 Б 0 | 0 Ч 1   | 0 Б 1   |
| 5           | Олексій Філіппських  | 1986    | 4,5  | 7    | 5 | 1 | 1 | -        | 0 Б ½    | 0 Ч 1    | 1500 Б 1 | 2057 Ч 1 | 2042 Ч 0 | 1962 Б 1 | 0 Ч 1   | -       |

#### Жінки

##### Бліц
Бліц
| Спортсмен         | Результат | Місце |
| ----------------- | --------- | ----- |
| Тетяна Бакланова  | 9.5       | 2     |
| Наталія Мироненко | 6.5       | 6     |
| Альона Осипова    | 7.0       | 5     |

##### Командні змагання
Командний залік
| Місце | Команда   | Ігри | + | = | - | Бали | Очки |
| ----- | --------- | ---- | - | - | - | ---- | ---- |
| 1     | Україна   | 10   | 9 | 0 | 1 | 18   | 33   |
| 2     | Росія     | 10   | 9 | 0 | 1 | 18   | 32,5 |
| 3     | Білорусь  | 10   | 4 | 1 | 5 | 9    | 16   |
| 4     | Польща    | 10   | 3 | 2 | 5 | 8    | 13,5 |
| 5     | Казахстан | 10   | 3 | 2 | 5 | 8    | 13,5 |
| 6     | Індія     | 10   | 0 | 3 | 7 | 3    | 12   |

Особистий залік:
| Шахів- ниця | Шахістка          | Рейтинг | Очки | Ігри | + | = | - | Пол (3,5) | Інд (3,5) | Біл (4,0) | Каз (3,0) | Рос (3,0) | Пол (4,0) | Інд (3,0) | Біл (4,0) | Рос (1,5) | Каз (3,5) |
| ----------- | ----------------- | ------- | ---- | ---- | - | - | - | --------- | --------- | --------- | --------- | --------- | --------- | --------- | --------- | --------- | --------- |
| 1           | Тетяна Бакланова  | 2199    | 8    | 8    | 8 | 8 | 0 | 1277 Ч 1  | -         | 1111 Б 1  | 1347 Б 1  | 1827 Ч 1  | 1277 Б 1  | -         | 1111 Ч 1  | 1827 Б 1  | 1489 Ч 1  |
| 2           | Наталія Мироненко | 1876    | 7,5  | 10   | 6 | 3 | 1 | 1419 Ч 1  | 1327 Ч ½  | 0 Б 1     | 0 Б 1     | 1894 Ч 1  | 1419 Б 1  | 1327 Б ½  | 0 Ч 1     | 1894 Б 0  | 1347 Ч ½  |
| 3           | Світлана Гончар   | 1687    | 7,5  | 9    | 7 | 1 | 1 | 1392 Ч 1  | 1180 Ч 1  | 1574 Б 1  | -         | 1893 Ч 1  | 1300 Б 1  | 1180 Б ½  | 1574 Ч 1  | 1852 Б 0  | 0 Ч 1     |
| 4           | Альона Осипова    | 1563    | 6    | 8    | 5 | 2 | 1 | 1303 Ч ½  | 0 Ч 1     | 0 Б 1     | 0 Б 0     | -         | 1294 Б 1  | 0 Б 1     | 1031 Ч 1  | 1850 Б ½  | -         |
| 5           | Аліна Лянгузова   | 1513    | 3    | 4    | 3 | 0 | 1 | -         | 0 Ч 1     | -         | -         | 1852 Ч 0  | -         | 0 Б 1     | -         | -         | 1014 Ч 1  |
| 6           | Інга Руденко      | 1343    | 1    | 1    | 1 | 0 | 0 | -         | -         | -         | 1014 Б 1  | -         | -         | -         | -         | -         | -         |

## Склад національної команди

### Перелік спортсменів
За офіційним наказом Міністерства молоді та спорту України від 26.11.2019 № 5878 [Архівовано 18 грудня 2019 у Wayback Machine.] українську збірну на Дефлімпіаді представляли такі спортсмени:

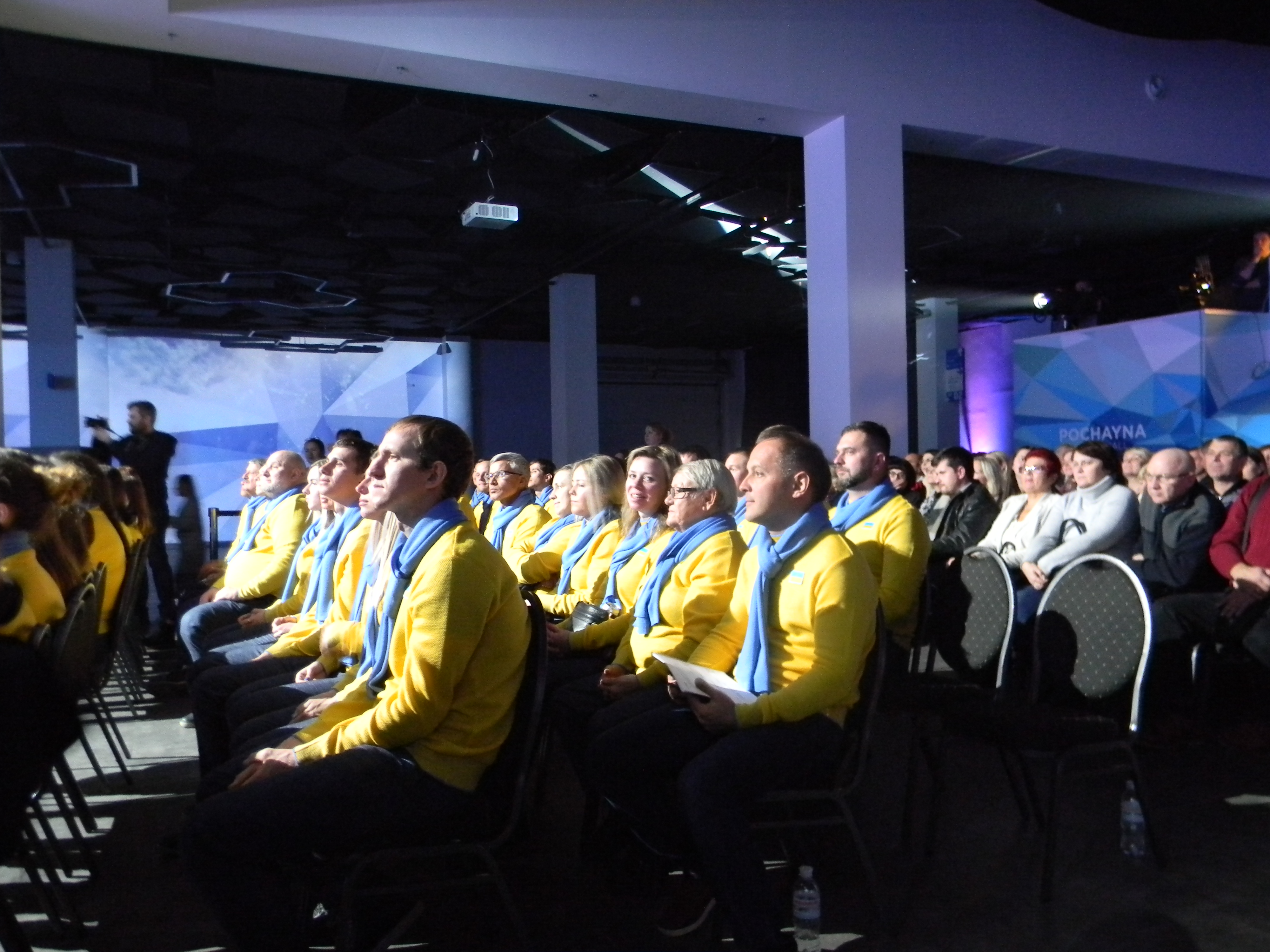
Українська дефлімпійська збірна, 2019

| Спортсмени                        | Вид спорту          | Область          |
| --------------------------------- | ------------------- | ---------------- |
| Андріїшин Андрій Петрович         | Лижні перегони      | Тернопільська    |
| Бакланова Тетяна Германівна       | Шахи                | Донецька         |
| Гливка Тетяна Степанівна          | Керлінг             | Львівська        |
| Годас Ерік Юрійович               | Гірськолижний спорт | Закарпатська     |
| Гончар Світлана Яківна            | Шахи                | Одеська          |
| Гульоватий Ярослав Ігорович       | Лижні перегони      | Львівська        |
| Денисенко Руслан Сергійович       | Лижні перегони      | Сумська          |
| Єфанов Роман Ігорович             | Керлінг             | Львівська        |
| Заболотний Володимир Анатолійович | Шахи                | Рівненська       |
| Кобилянська Діана Володимірівна   | Керлінг             | Львівська        |
| Коваленко Володимир Миколайович   | Шахи                | м. Київ          |
| Куртанич Михайло Васильович       | Гірськолижний спорт | Закарпатська     |
| Лаврик Анастасія Віталіївна       | Лижні перегони      | м. Київ          |
| Люханов Олександр Вікторович      | Сноубординг         | Закарпатська     |
| Люханова Мар'яна Іванівна         | Сноубординг         | Закарпатська     |
| Лянгузова Аліна Євгенівна         | Шахи                | м. Київ          |
| Мажаєв Дмитро Сергійович          | Лижні перегони      | Сумська          |
| Мандзюк Павло Петрович            | Лижні перегони      | Київська         |
| Марченко Вадим Ігорович           | Керлінг             | м. Київ          |
| Марченко Ігор Миколайович         | Керлінг             | м. Київ          |
| Мироненко Наталя Владиславівна    | Шахи                | Полтавська       |
| Мусієнко Олексій Макарович        | Шахи                | м. Київ          |
| Нопрієнко Єлізавета Олександрівна | Лижні перегони      | м. Київ          |
| Овчаров Тарас Сергійович          | Шахи                | м. Київ          |
| Осипова Альона Володимирівна      | Шахи                | Харківська       |
| Опря Маргарита Олександрівна      | Керлінг             | Київська         |
| Пишняк Аліса Григорівна           | Лижні перегони      | м. Київ          |
| Пишняк Володимир Степанович       | Лижні перегони      | м. Київ          |
| Плесканка Михайло Іванович        | Керлінг             | Львівська        |
| Руденко Інга Едуардівна           | Шахи                | Дніпропетровська |
| Стасюк Генадій Валерійович        | Керлінг             | м. Київ          |
| Філіппських Олексій Олександрович | Шахи                | Донецька         |
| Царевич Лілія Василівна           | Керлінг             | Львівська        |
| Якимець Катерина Іванівна         | Керлінг             | Львівська        |

### Види спорту за областями
Кількість спортсменів за видом спорту та за областю:
| №  | Область          | Гірськолижний спорт | Керлінг | Лижні перегони | Сноубординг | Шахи | Всього |
| -- | ---------------- | ------------------- | ------- | -------------- | ----------- | ---- | ------ |
| 1  | Дніпропетровська | -                   | -       | -              | -           | 1    | 1      |
| 2  | Донецька         | -                   | -       | -              | -           | 2    | 2      |
| 3  | Закарпатська     | 2                   | -       | -              | 2           | -    | 4      |
| 4  | м. Київ          | -                   | 4       | 4              | -           | 3    | 11     |
| 5  | Київська         | -                   | 1       | 1              | -           | -    | 2      |
| 6  | Львівська        | -                   | 6       | 1              | -           | -    | 7      |
| 7  | Одеська          | -                   | -       | -              | -           | 1    | 1      |
| 8  | Полтавська       | -                   | -       | -              | -           | 1    | 1      |
| 9  | Рівненська       | -                   | -       | -              | -           | 1    | 1      |
| 10 | Сумська          | -                   | -       | 2              | -           | -    | 2      |
| 11 | Тернопільська    | -                   | -       | 1              | -           | -    | 1      |
| 12 | Харківська       | -                   | -       | -              | -           | 1    | 1      |
|    | Всього           | 2                   | 11      | 9              | 2           | 10   | 34     |

## Результати
Українська збірна разом із тренерським складом та штабом була найбільшою за всю зимову дефлімпійську історію України — 34 спортсмени з 12 регіонів України. Дефлімпійці України вперше у цих Іграх брали участь у 5 видах спорту: керлінг, лижні перегони та гірськолижний спорт, а також дебютували у сноубординзі та шахах.
У підсумку спортсменами національної збірної команди України було завойовано 4 золоті, 4 срібні та 3 бронзові медалі. 3 місце за кількістю золота та 2-е за загальною кількістю медалей.
Порівняльна таблиця з попередніми Паралімпіадами
| Ігри                   | Золото | Срібло | Бронза | Загалом | Місце | Спортсменів | Видів спорту |
| 1999 Давос             | 0      | 0      | 0      | 0       | 17    | 7           | 1            |
| 2003 Сундвал           | 0      | 1      | 0      | 1       | 13    | 4           | 1            |
| 2007 Солт-Лейк-Сіті    | 0      | 4      | 3      | 7       | 10    | 8           | 1            |
| 2015 Хантимансійськ    | 0      | 5      | 5      | 8       | 10    | 20          | 3            |
| 2019 провінція Сондріо | 4      | 4      | 3      | 11      | 3     | 34          | 5            |
| Загалом                | 4      | 14     | 12     | 30      |       |             |              |